# 索拉台墓群
索拉台墓群，位于中国青海省化隆县查甫乡索拉台村，为第八批青海省文物保护单位，公布日期为2008年4月10日，类型为古墓葬。
索拉台墓群的历史年代为青铜时代。